# BlackBerry Passport
Le BlackBerry Passport est un smartphone développé par BlackBerry Limited. Présenté officiellement le 24 octobre 2014, le Passport est inspiré de son homonyme et intègre des fonctionnalités conçues pour rendre le périphérique attrayant pour les professionnels en entreprise, telles qu'un écran de forme carrée unique mesurant 4,5 pouces de diagonale, un clavier physique compact doté de touches tactiles, et la dernière version du système d'exploitation BlackBerry 10. 
Le Passeport a connu un accueil mitigé. Les critiques ont salué la qualité du design, de l'écran et du clavier de l'appareil qui correspond aux objectifs de la société de créer un appareil orienté vers l'entreprise, ainsi qu'une sélection améliorée d'applications grâce à l'intégration de l'Android Amazon Appstore (en tirant parti du support logiciel Android fourni par BlackBerry 10) aux côtés du magasin propre de BlackBerry pour les logiciels natifs. Les critiques concernant le Passport visaient principalement son format inhabituel, sa largeur étant encore plus importante que celle de la plupart des smartphones phablets, rendant le terminal difficile à transporter et à utiliser d'une seule main, tandis que son clavier était critiqué pour le changement de présentation subtil mais perceptible par rapport aux anciens terminaux BlackBerry.

## Développement
En janvier 2014, John Chen, nouveau PDG de BlackBerry Limited, a indiqué que, à la suite du lancement infructueux de BlackBerry 10 et de ses appareils à écran tactile correspondants (tels que le BlackBerry Z10 ), ainsi que la perte de parts de marché de la société au profit d'appareils concurrents tels les terminaux Android et la gamme iPhone, la société prévoyait de se recentrer sur le marché des entreprises  dans le cadre de son plan de restructuration, et de fabriquer principalement des téléphones dotés de claviers physiques. En juin 2014, Chen a publiquement introduit deux des futurs modèles de la société, le BlackBerry Passport, un smartphone à écran carré, ainsi que le successeur du Q10, connu sous le nom de BlackBerry Classic, intégrant la gamme de clés de navigation des anciens appareils BlackBerry OS,. 
Le retour de la société à un point de vue orienté vers le business a influencé la conception et les fonctionnalités du Passport. Le design général de l'appareil a été conçue pour évoquer une forme similaire à son homonyme, "un symbole de mobilité connu et universel".  BlackBerry a également fait valoir que l'utilisation d'un écran de 4,5 pouces de forme carrée plutôt que les écrans 16: 9 rectangulaires d'autres smartphones, combinée à son clavier physique, donnerait plus de place à l'écran pour les tâches professionnelles telles que l'édition de documents, la visualisation d'images (tels que schémas architecturaux et rayons X ) et la navigation sur le Web. La société a également noté que l’agrandissement de l’affichage permettrait au Passport d’afficher 60 caractères par ligne de texte, ce qui est proche d’une mesure recommandée pour les livres à 66 par ligne.  
Le développement du Passport a commencé en 2013. Alors que même Chen lui-même était réticent à l'égard de l'appareil, du fait de son format inhabituel, il a décidé d'autoriser la poursuite du développement du Passport, estimant qu'il présentait des qualités de design uniques par rapport à d'autres smartphones concurrents. BlackBerry a officiellement publié le Passport le 24 septembre 2014 lors d'une conférence de presse mettant en vedette Wayne Gretzky, joueur retraité de la LNH. Décrivant le terminal comme étant destiné aux "professionnels" qui sont "axés sur les résultats" et "hautement productifs", Chen a fait remarquer que les objectifs du Passport étaient de "stimuler la productivité" et "d'effectuer une percée à travers la mer d'appareils tous tactiles à écrans rectangulaires. ". Chen a également plaisanté lors de la présentation à propos du récent « bendgate incident » d'Apple, faisant remarquer que contrairement à l'iPhone 6, « plier (le Passport) nécessite un peu d' effort. »
BlackBerry a annoncé son intention de mettre en vente le Passport dans plus de 30 pays d'ici la fin de l'année 2014. À la suite du lancement, des modèles déverrouillés du Passport ont été proposés à la vente sur le site Web de BlackBerry au Canada, en France, en Allemagne, au Royaume-Uni et aux États-Unis, ainsi que sur Amazon. Telus au Canada et AT&T aux États-Unis ont été annoncés comme les deux premiers opérateurs nord-américains à proposer le Passport.

## Caractéristiques et Versions

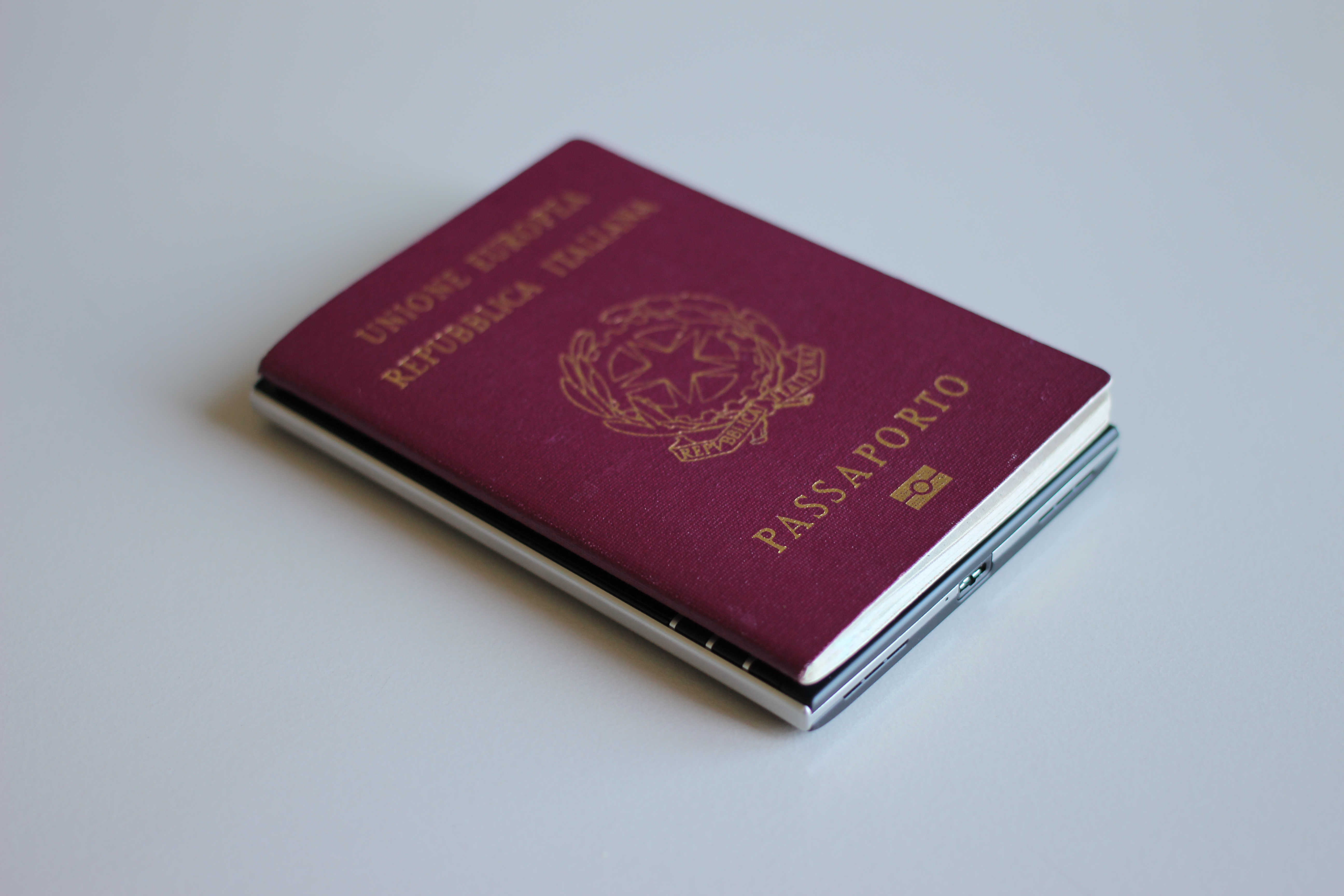
Passport et passeport

### Caractéristiques du terminal
Le BlackBerry Passport a des dimensions similaires à celles d'un passeport international et son design comprend un cadre en acier avec du plastique mat. Le terminal utilise une variante compacte du clavier physique traditionnel de BlackBerry, utilisant une disposition modifiée avec trois rangées et une petite barre d'espace située au milieu de la rangée inférieure, à côté des lettres restantes. Les fonctions précédemment trouvées sur la quatrième ligne (telles que les symboles et la touche Maj) sont accessibles via une barre d'outils contextuelle à l'écran. Le clavier est également tactile ; agissant comme un pavé tactile, il peut enregistrer des gestes glissants sur ses touches pour le défilement, la sélection de texte, la suppression de mots et les suggestions de saisie semi-automatique,.

### Les différentes versions produites
Le modèle original du Passport a été produit en noir, avec les versions limitées blanche et rouge annoncées le 24 novembre 2014. Trois variantes supplémentaires ont par la suite été publiées: une version AT&T, une édition limitée Black & Gold et le Silver Edition. La version AT&T, annoncée au Consumer Electronics Show 2015 à Las Vegas, Nevada, disponible le 20 février 2015, présente un cadre arrondi demandé par le AT&T, plutôt que la forme anguleuse de la version internationale. L'édition limitée Black & Gold était une série limitée de 50 appareils comportant un bord doré à la place de l'acier inoxydable, un étui en cuir de veau souple Valextra et portant le numéro de fabrication gravé. Bien que BlackBerry n'ait pas révélé le numéro mis à disposition sur son site, tous les exemplaires du terminal était vendu le jour même de sa mise en vente. Le Silver Edition conserve les angles arrondis similaires à ceux de la version AT&T dans la partie inférieure et propose une teinte métallique avec un cadre en acier renforcé pour plus de résistance et de durabilité. Le clavier de cette version a été amélioré pour faciliter la frappe tandis que les coins et un motif en losange sur le dos étaient destinés à améliorer la prise en main. Enfin, des bords biseautés autour de l'appareil photo avant et une bordure surélevée autour de l'appareil photo arrière ont été ajoutés pour protéger les lentilles de l'usure.

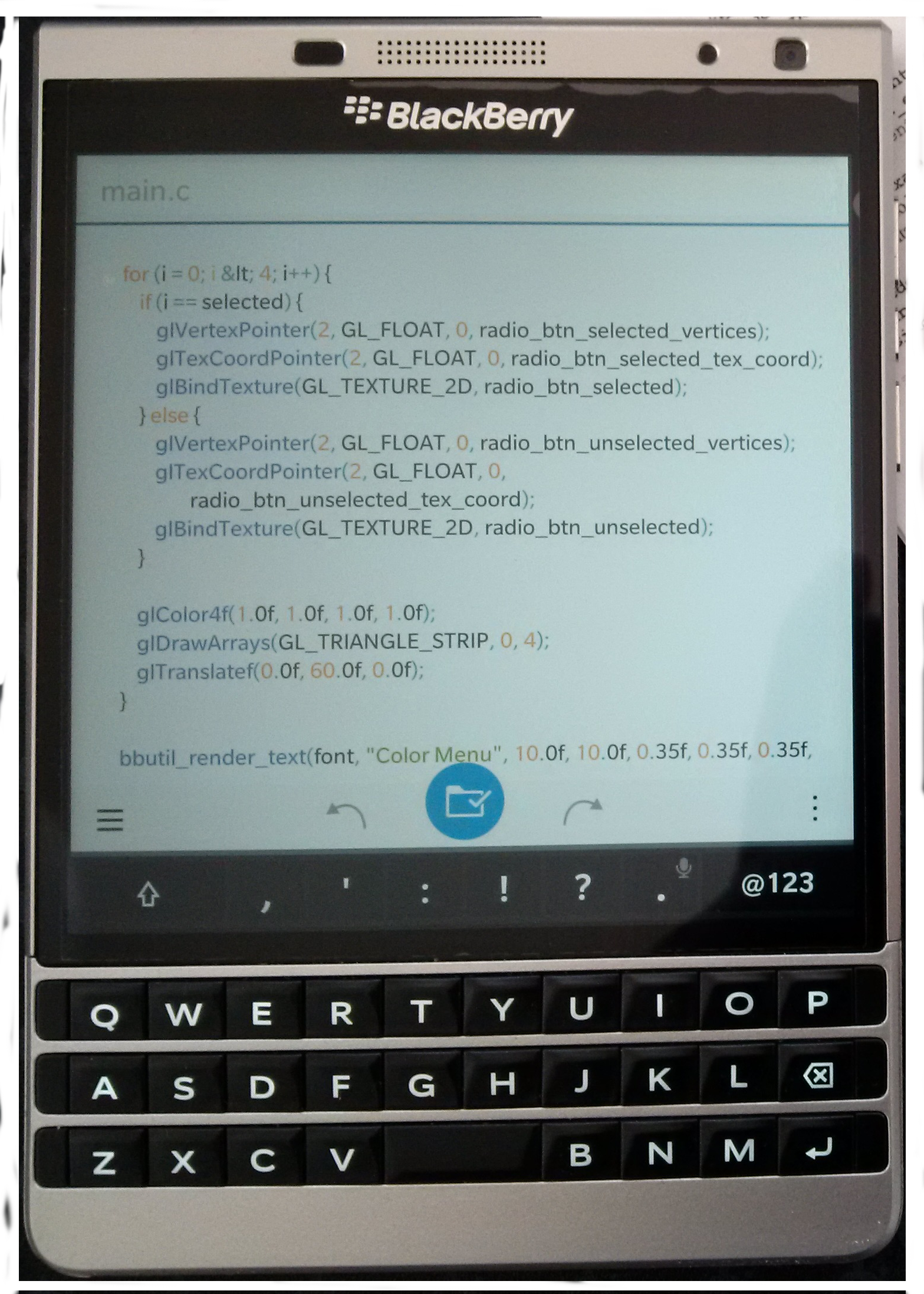
Silver Edition

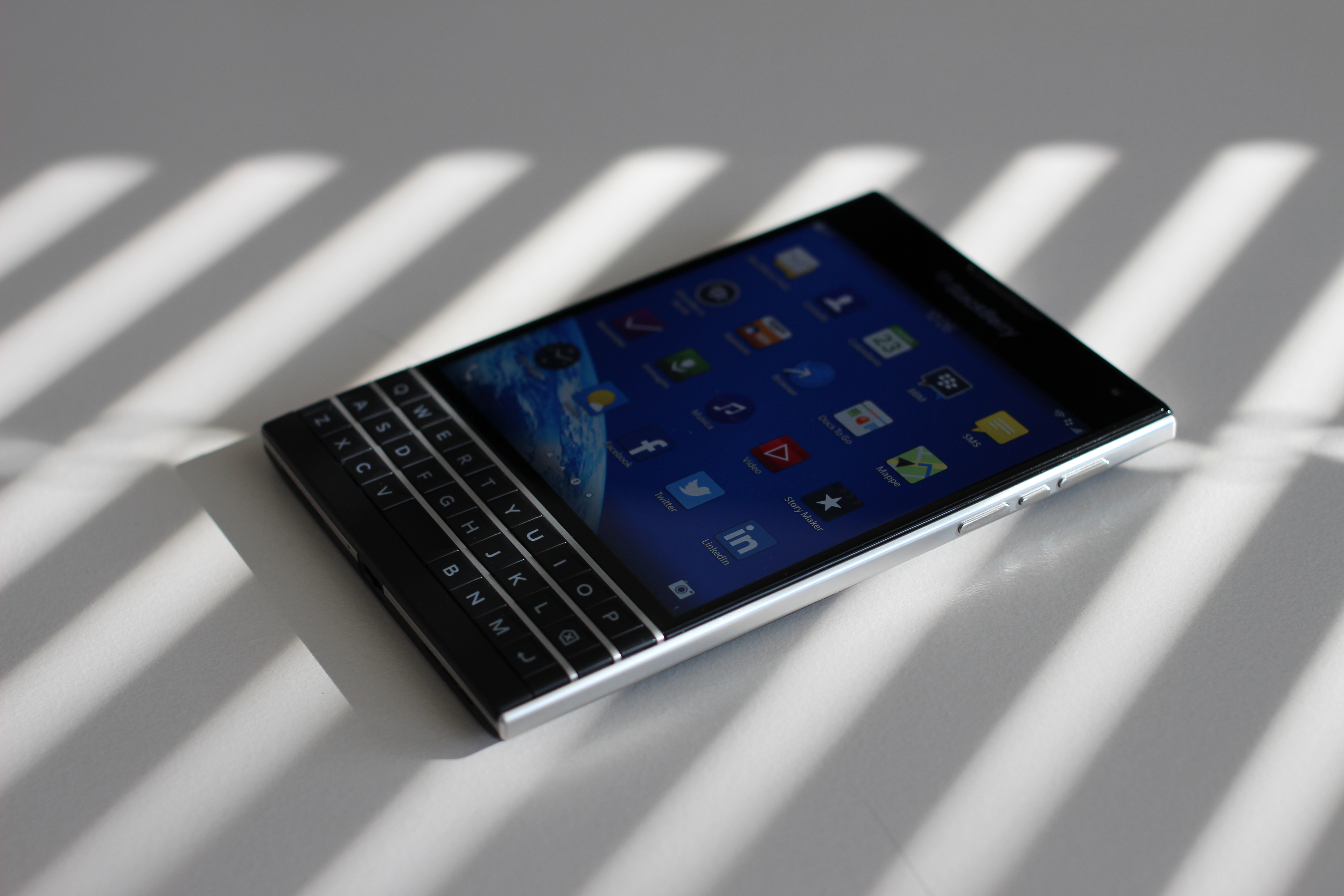
Blackberry Passport Original Edition

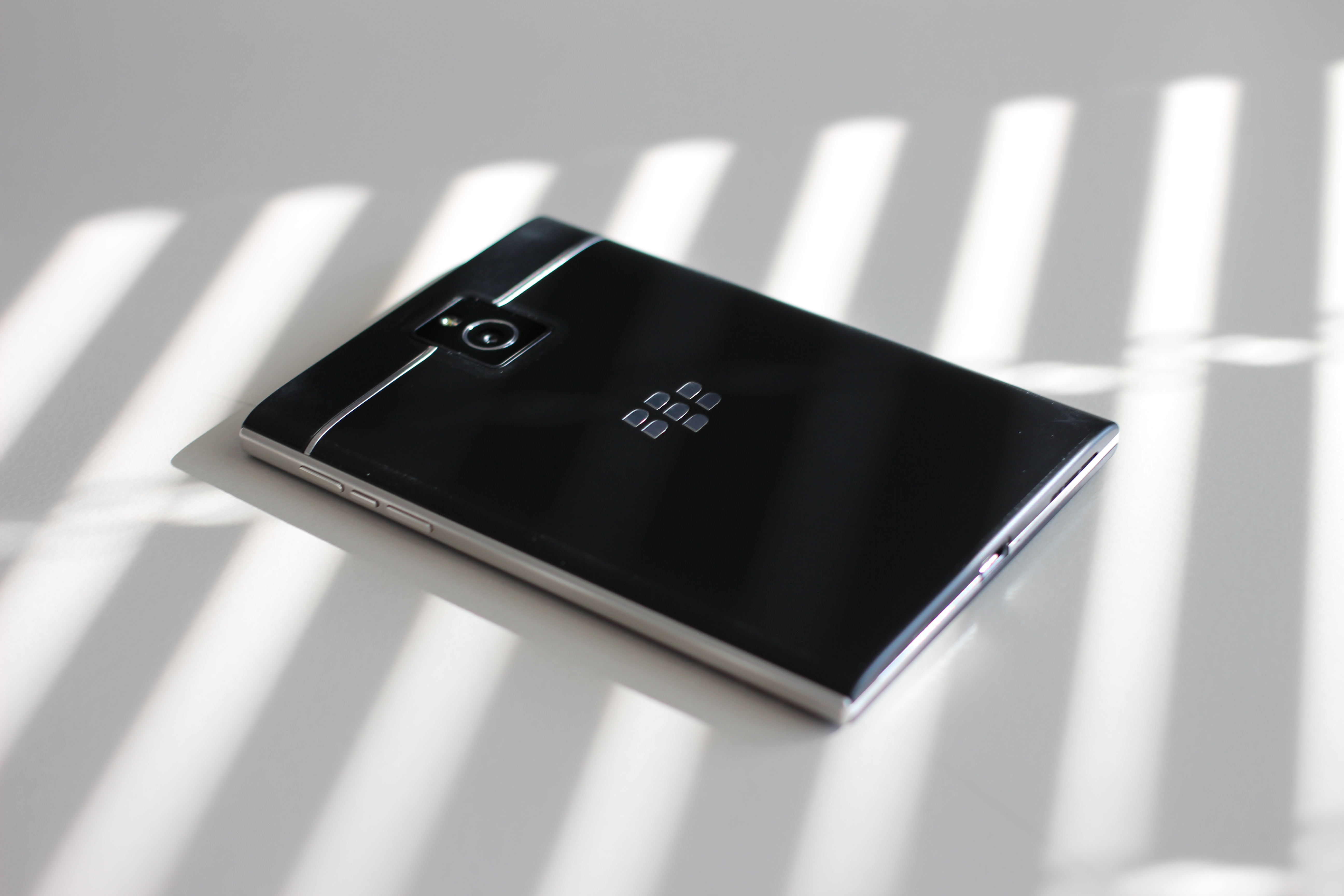
Vue de l'arrière du terminal

## Composants Matériels

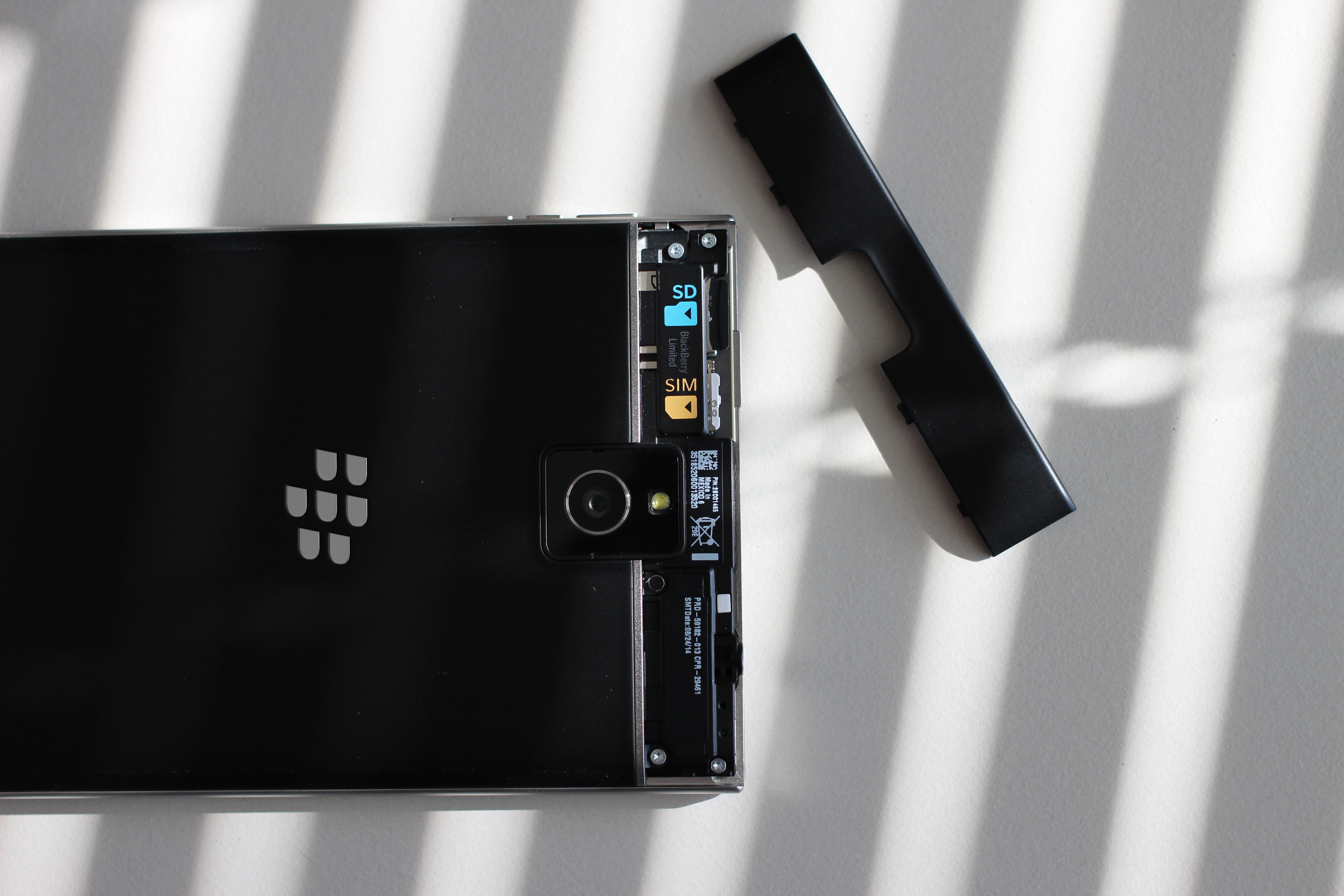
Accès aux logements de cartes nano-Sim et micro-SD.

Le Passport est doté d'un écran LCD IPS de 4,5 pouces de forme carrée avec une définition de 1440 × 1440, par opposition à un écran 16: 9, ce qui le rend considérablement plus large que les autres phablettes actuellement disponibles. Le passeport comprend un système quad-core, 2.2  GHz Qualcomm Snapdragon 801 avec 3 Go de RAM, 32 Go de stockage interne extensible, avec une batterie non amovible de 3 450 mAh conçue pour au moins 30 heures d'utilisation mixte. Le Passport comprend également un capteur photo arrière de 13 mégapixels avec stabilisation optique de l'image et un capteur frontal de 2 mégapixels. Pendant les appels téléphoniques, le Passport peut mesurer le bruit ambiant à l’aide d’un microphone placé dans son oreillette, qui peut ensuite être utilisé pour régler automatiquement le volume de l’appel.    

### Radios et Connexions
Sur le plan de la connectivité, les versions AT&T et Internationales du Passport sont livrées avec une radio GSM quadribande et une radio UMTS penta-bande. La version internationale du Passport est également livrée avec une radio LTE à 10 bandes prenant en charge les bandes 1, 2, 3, 4, 5, 7, 8, 13, 17 et 20. Cependant, la version d’AT&T ne prend en charge que 9 bandes et ne prend pas en charge la bande 13 LTE-FDD, qui est prise en charge par la version internationale. Les deux appareils sont également livrés avec un émetteur-récepteur WiFi 802.11ac avec hotspot et capacité Wi-Fi Direct et un émetteur-récepteur Bluetooth 4.0. Enfin, les deux versions sont équipées d’une radio FM avec fonctions RDS, prennent en charge la copie d'écran Miracast, ainsi que les sorties HDMI et VGA via SlimPort.  

## Logiciels

### Système d'exploitation
Le système d'exploitation BlackBerry 10.3 est installé sur le Passport. Il s'agit de la dernière version du système d'exploitation de BlackBerry lors de la sortie de l'appareil.  La nouvelle version comprend une interface actualisée, un assistant numérique personnel connu sous le nom de BlackBerry Assistant, BlackBerry Blend, une application qui permet à l'utilisateur d'accéder aux informations de son terminal sur son smartphone et sa tablette, telles que les courriers électroniques, les documents, les images et BBM, le service de messagerie directe de la société BlackBerry, aux côtés d'autres nouvelles fonctionnalités. Outre BlackBerry World pour les applications natives, la version 10.3 inclut également le magasin tiers Amazon Appstore, qui propose des applications Android pouvant s'exécuter sur Passport,,.

## Accueil et Critiques
Le BlackBerry Passport a reçu des critiques mitigées. Nate Ralph de CNET était positif en ce qui concerne le Passport, louant la qualité de l'écran du Passport pour répondre aux objectifs déclarés de BlackBerry consistant à fournir un affichage optimisé principalement pour la lecture et l'édition de documents, son clavier pour une "expérience de frappe spacieuse" et des gestes tactiles uniques . Le système d’exploitation a également été salué pour ses performances et pour avoir fourni une meilleure sélection d’applications via Amazon Store, bien que l’assistant ait été accusé d’être plus lent que ses concurrents, et il a également été noté que certaines applications (notamment les jeux Android) pourraient ne pas être bien optimisées pour l'écran carré du Passport. Cependant, il pensait que BlackBerry avait "poussé trop loin" dans sa tentative de concevoir un appareil spécialement pour le marché des entreprises, notant que la taille de l'appareil rendait son utilisation difficile, même en comparaison avec les phablettes, "L'accent mis par la société sur le texte et la productivité revient à créer un appareil aussi agréable à tenir qu'à utiliser, et cette décision empêche le Passeport d'éclipser ses pairs si complets."
Dan Seifert de The Verge a loué son design pour sa robustesse et ne nécessitant pas "d'encombrant Otterbox" pour résister à de nombreuses chutes, ainsi que son écran qui présente une haute résolution et de bons angles de vision, sa qualité d'appel, un appareil photo suffisant (même s'il est lent à lancer et à prendre des photos), et une batterie qui dure toute la journée. La majorité des critiques provenaient de ses dimensions (rendant l'appareil plus large que le Samsung Galaxy Note 4 et l'iPhone 6 Plus), qui ont été critiquées pour rendre l'appareil "inconfortable" et difficile à transporter dans une poche ou à utiliser d'une seule main. Les dimensions ont également été considérées comme un obstacle à la productivité, notant que certains cas d'utilisation (tels que regarder des vidéos et utiliser Twitter ) ne s'adaptaient pas bien à l'écran de format carré, mais l'encense quand même pour le maintien de la qualité traditionnelle de la société. Le système d’exploitation BlackBerry 10.3 a été félicité pour son apparence rafraichie et sa tentative de traiter le petit nombre d’applications tierces de la plate-forme en regroupant Amazon Appstore (malgré le manque d’applications clés), mais a été critiqué pour sa courbe d’apprentissage, ses problèmes de performance (en dépit d'un matériel bénéficiant de composants relativement puissants), et pour avoir de la même façon des mécaniques "lourdes" et une productivité entravée. En conclusion, Seifert a déclaré à BlackBerry que les "professionnels de la technologie" auraient toujours un autre smartphone avec leur Passport, "si je peux faire mon travail avec un [iPhone], pourquoi en porter deux?"  
Joanna Stern du Wall Street Journal était tout aussi négative, notant que même si BlackBerry possédait toujours le meilleur client de messagerie électronique de toutes les plates-formes de smartphone, le clavier du Passport était inférieur à celui des anciens terminaux BlackBerry, et partageait les critiques entourant la conception du terminal. Elle estimait que le Passport démontrait que BlackBerry "vivait encore dans le passé" en ce qui concerne le secteur des smartphones et du besoin apparent des utilisateurs de disposer d'un téléphone spécialement conçu pour un usage professionnel, en particulier de conception aussi inhabituelle. Dans un précédent test, Engadget a noté que même avec l'Amazon Appstore disponible, il n’y avait pas suffisamment de logiciels pour le périphérique, et a conclu que "(le Passport) est bien construit et le clavier est confortable, mais soyez prêt à quelques regards étranges de ceux autour de vous." Il a également été noté que la taille et la forme du passeport étaient similaires à celles d'une ancienne phablet Android, le LG Optimus Vu.

### Ventes
En moins de 6 heures, 258 000 passeports ont été vendus et les stocks en précommande sur les sites Web d'Amazon et de BlackBerry ont été épuisés en moins de 6 heures.  

## Voir également
- BlackBerry 10
- Liste des terminaux BlackBerry 10